# Henri Jabineau
Henri Jabineau, né à Étampes en 1724, mort à Paris en 1792, membre des Prêtres de la doctrine chrétienne (Doctrinaires) et janséniste, puis avocat français.

## Biographie
Il fit ses études à Paris : il entra chez les Doctrinaires à l'âge de seize ans, et passa le temps de son noviciat dans leur maison de Saint-Charles à Paris. Envoyé comme professeur au collège que les Doctrinaires avaient à Vitry-le-François, il y resta plusieurs années sans prendre les ordres, pour ne pas souscrire le Formulaire (contre le jansénisme) : une circonstance particulière lui fournit enfin le moyen de se soustraire à cette formalité. La petite ville de la Fère-Champenoise venait d'essuyer un incendie, et M. de Choiseul-Beaupré, évêque de Châlons-sur-Marne, faisait à Paris une quête pour les pauvres habitants de cette ville, qui était de son diocèse. Poncet Desessarts (1688-1762), le même qui avait dépensé tant d'argent pour soutenir l'église d'Utrecht, promit à l'évêque dix-huit mille livres s'il consentait à conférer les ordres de l'Église à Jabineau, sans exiger la signature du Formulaire. Une offre si généreuse fit passer le prélat par-dessus la singularité de la condition, et Jabineau reçut les ordres : il devint peu après recteur du collège de Vitry, se livra à la prédication et se fit une réputation par des sommaires, ou instructions abrégées, dont on vantait la clarté et la solidité. 
Interdit en 1765 par M. Juigné, successeur de M. de Choiseul, il vint à Paris, où ses sommaires ne furent pas moins goûtés dans un certain parti. Interdit de nouveau par M. de Beaumont, il quitta les Doctrinaires, et obtint le prieuré d'Andelot et une place de chapelain du chapitre de Saint-Benoît à Paris. Malgré son interdiction, il prêchait dans les maisons particulières et voyageait dans les provinces pour y remplir le même ministère. 
Ces occupations ne suffisant pas à son activité, il se fit avocat en 1768 : quoique prêtre, il  suivait le Palais, plaidait et donnait des consultations. Il est auteur de beaucoup de mémoires sur toutes les contestations du temps sur lesquelles il était  fort vif. Il se mêla des querelles sur le parlement, et fut mis à la Bastille sous le chancelier Maupeou : ses amis mêmes jugèrent qu'avec un peu plus de réserve et de modération il aurait évité ce traitement mais il était par caractère ami de l'opposition, porté à blâmer l'autorité et hardi dans ses démarches.
Outre les mémoires qu'il fit sur les matières de droit, il publia :
1. Lettre d'un magistrat de province à M-..., au sujet des protestants, 1787, in-8° ;
2. Lettre à un ami de province sur la destruction des ordres religieuses, 1789, in-8° ;
3. Lettre à M. Agier sur la consultation pour l'abbé Saurine, 1790, in-8 ;
4. Mémoire sur la compétence de la puissance temporelle pour l'érection et la suppression des sièges épiscopaux, 1790, in-8° ;
5. Réplique au développement de Camus sur la constitution civile du clergé, 1790, in-8° ;
6. La légitimité du serment civique, par M. Baillet, convaincue d'erreur, Paris, 1791, in-8°.

On voit par là que Jabineau n'était point partisan des innovations religieuses (la constitution civile du clergé) de l'Assemblée constituante : il les combattit même avec ardeur. Le 15 septembre 1791, il commença un journal intitulé Nouvelles ecclésiastiques, ou Mémoires pour servir à l'histoire de la constitution prétendue civile du clergé. Il voulait les opposer aux anciennes Nouvelles ecclésiastiques rédigées par l'abbé de Saint-Marc (voir : Guénin), et qui étaient favorables au schisme constitutionnel. Dans ce journal, Jabineau, sans renoncer à ses sentiments sur l'appel, combat les principes de la nouvelle Église et traite assez mal les évêques de ce parti. Les jansénistes se trouvèrent alors divisés ; d'un côté étaient Jabineau, Mey, Gabriel-Nicolas Maultrot, Vauvilliers, André Blonde, le père Lambert, Piales ; de l'autre, Saint-Marc, Larrière, Minard, Camus, Brugières. Jabineau tomba malade au commencement de 1792, et mourut dans les premiers jours de juillet de la même année. 
On publia vers le même temps une Exposition des principes de la foi catholique sur l'Eglise recueillie dès instructions familières de M. Jabineau, Paris ; in-8°. 
Cet écrivain était d'un caractère actif, remuant, brusque, dur et singulier. Deux avocats, Maultrot et Blonde qui travaillaient avec lui à la rédaction de ses Nouvelles, les continuèrent jusqu'au 11 août 1792, peut-être même un peu plus tard. Eux et les rédacteurs des anciennes Nouvelles se harcelaient réciproquement : ces derniers restèrent 
maîtres du champ de bataille :, et trouvèrent moyen de faire paraître leurs feuilles à Paris jusqu'à la fin de 1793.

## Source
« Henri Jabineau », dans Louis-Gabriel Michaud, Biographie universelle ancienne et moderne : histoire par ordre alphabétique de la vie publique et privée de tous les hommes avec la collaboration de plus de 300 savants et littérateurs français ou étrangers, 2e édition, 1843-1865 [détail de l’édition]